# Großsteingrab Skibby Marker 1
Das Großsteingrab Skibby Marker 1 war eine megalithische Grabanlage der jungsteinzeitlichen Nordgruppe der Trichterbecherkultur im Kirchspiel Skibby in der dänischen Kommune Frederikssund. Es wurde 1868 zerstört.

## Lage
Das Grab lag am Südrand von Skibby auf einer Wiese südlich des heutigen Hauses Marbæk-Parken 13. In der näheren Umgebung gab es mehrere weitere megalithische Grabanlagen.

## Forschungsgeschichte
1868 wurden die Reste des Grabes durch den damaligen Hofbesitzer zerstört. Die Decksteine waren bereits zuvor nach Krabbesholm abtransportiert worden. Im Jahr 1873 führten Mitarbeiter des Dänischen Nationalmuseums eine Dokumentation der Fundstelle durch. Zu dieser Zeit waren keine baulichen Überreste mehr auszumachen. Der Hofbesitzer konnte aber noch Angaben zum Aussehen der Anlage machen. 

## Beschreibung
Die Anlage besaß vermutlich eine Hügelschüttung, über die aber keine Angaben vorliegen. Die Grabkammer soll aus zehn Steinen bestanden haben, die in einem Kreis mit einem Durchmesser von etwa 5 Ellen (ca. 3,1 m) angeordnet waren. Diese Angaben sind zu vage, um den genauen Grabtyp sicher zu bestimmen. In den Zwischenräumen der Steine wurde Trockenmauerwerk aus Steinplatten festgestellt.